# Gustav-Radbruch-Haus (Hamburg)

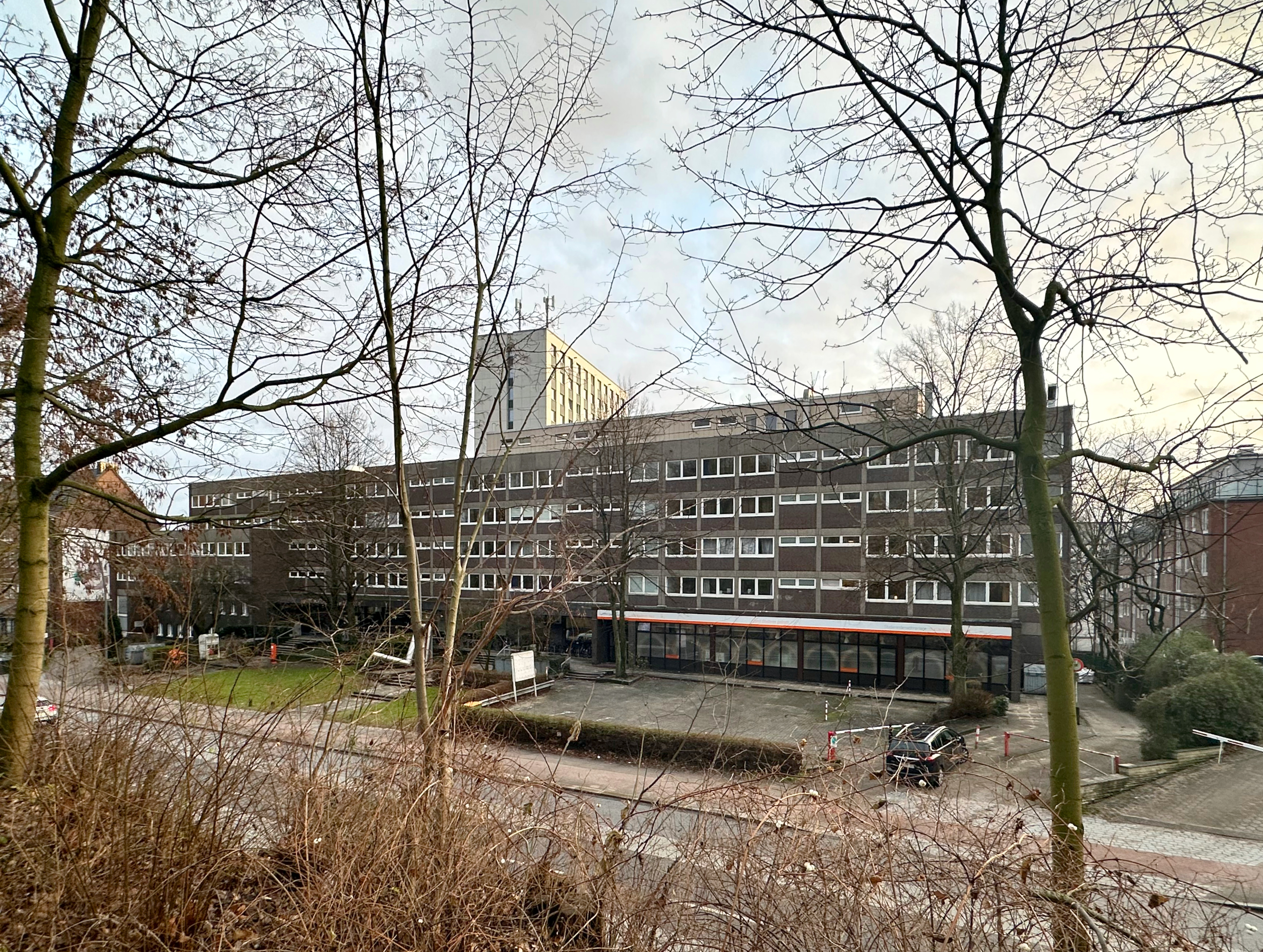
Gustav-Radbruch-Haus

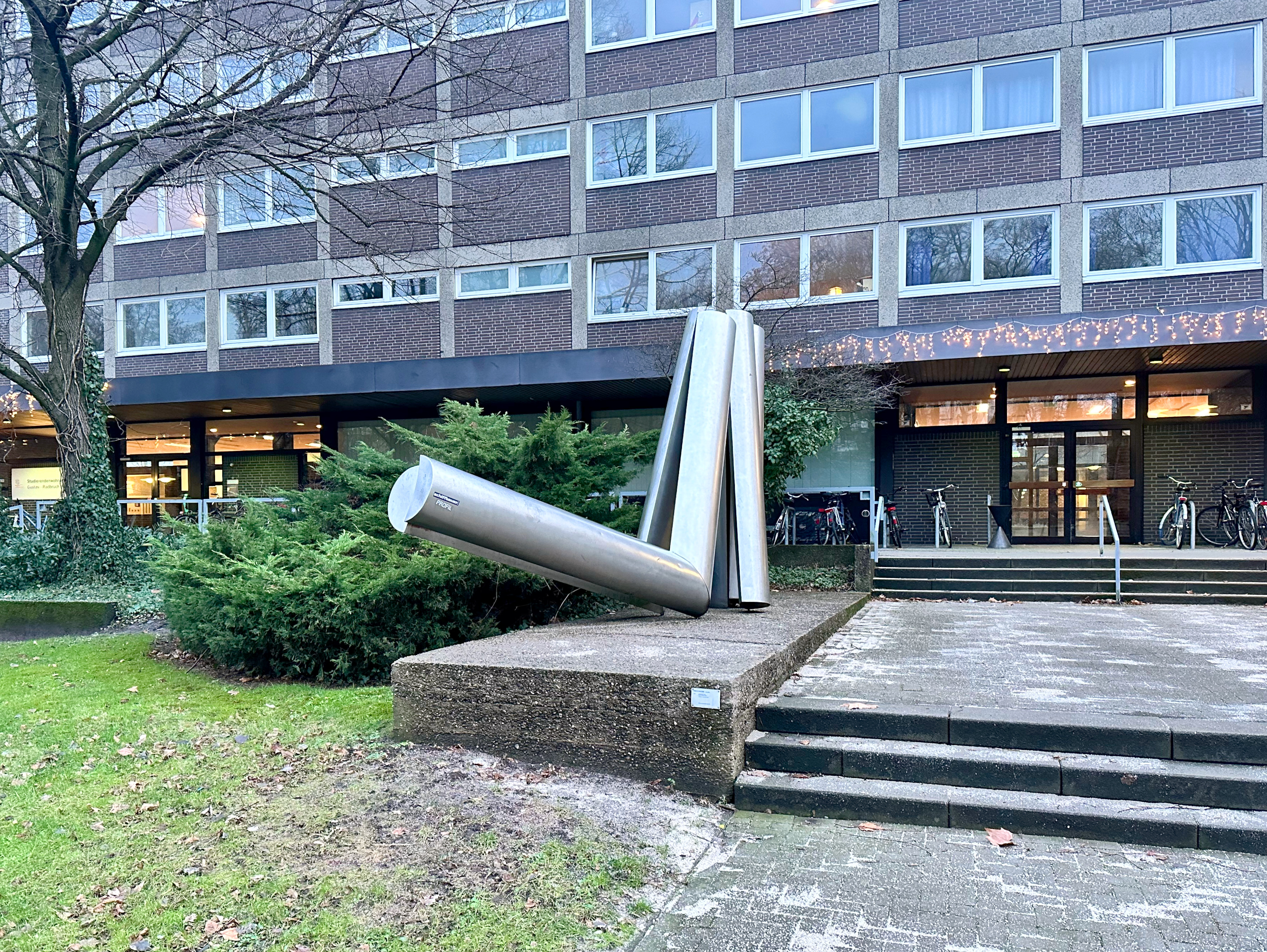
Eingang Borgfelder Straße 16 mit Stahlplastik von Erich Hauser

Das Gustav-Radbruch-Haus im Hamburger Stadtteil Borgfelde ist ein Studierendenwohnheim, das 1969 eröffnet wurde. Bauherr war die Arbeiterwohlfahrt, 1979 übernahm das Studentenwerk Hamburg (heute Studierendenwerk Hamburg) das Wohnheim und betreibt es seitdem. Mit mehr als 500 Plätzen ist es das größte Studierendenwohnheim in Hamburg. Benannt ist das Wohnheim nach dem Rechtswissenschaftler Gustav Radbruch.

## Bau- und Nutzungsgeschichte
Von der Gründung 1919 bis zum Zweiten Weltkrieg zählte die Universität Hamburg nie mehr als etwa 3.000 Studenten. Von 1949 bis 1959 stiegen die Studentenzahlen an der Universität Hamburg von unter 5.000 auf 12.000 an. Prognostiziert wurden damals weitere, drastische Steigerungen der Studentenzahlen, auch an den Ingenieurschulen und Höheren Fachschulen der Stadt. Schon 1959 wurde von der regierenden Hamburger SPD das Gustav-Radbruch-Haus an der Borgfelder Straße  mit knapp 500 Plätzen geplant, um einen Beitrag zur Linderung der Wohnungsnot unter Studenten zu leisten.
1961 wurde die Förderung des Wohnheim-Neubaus mit Bundesmitteln durch Innenminister Schröder (CDU) abgelehnt. Als Grund wurde angegeben, dass die als Bauherr vorgesehene Gustav-Radbruch-Gesellschaft der SPD zu nahe stehen würde. 1963 einigten sich Hamburger Senat und Bundesinnenministerium dann auf eine Förderung unter der Voraussetzung, dass die Arbeiterwohlfahrt anstelle der Gustav-Radbruch-Gesellschaft den Bau übernehmen würde. Der Name des Wohnheims blieb jedoch bestehen.
Das Gustav-Radbruch-Haus wurde ab 1967 gebaut. Im September 1969 wurde das Haus eingeweiht, der Termin war auf das 50-jährige Jubiläum der Arbeiterwohlfahrt Hamburg gelegt worden. Beim Festakt war auch die Witwe des Namensgebers Gustav Radbruch anwesend. Der Bezug des Vorderhauses erfolgte schon im Februar 1969, bis Jahresende 1969 wurde auch das Hochhaus bezogen. Zur Eröffnung hatte das Wohnheim 513 Plätze, im Gebäudekomplex befanden sich auch eine Gaststätte mit Kegelbahn und fünf Läden. Die Baukosten lagen bei ca. 10 Millionen DM. Die Unterlagen zu Planung, Bau und Abrechnung des Wohnheim-Neubaus durch die Arbeiterwohlfahrt werden im Staatsarchiv Hamburg aufbewahrt.
1979 ging der Wohnheim-Trägerverein „Freunde der Burse e.V.“ in Insolvenz, das Studentenwerk Hamburg übernahm das Wohnheim mit damals 472 Plätzen. Das Grundstück für die Wohnanlage befindet sich seitdem teils im Eigentum der Freien und Hansestadt Hamburg, teils im Privatbesitz. Beide Eigentümer haben dem Studentenwerk ein Erbbaurecht eingeräumt, für das 2017 im Jahr in Summe etwa 126.000 EUR Erbbauzinsen entrichtet wurden. Das Erbbaurecht der Stadt Hamburg wurde 1980 eingerichtet.
Nach der Fertigstellung gab es hauptsächlich Einzel- und nur wenige Doppelzimmer. Das Haus wurde 1982–1983 restrukturiert und es wurden Gruppenappartements für zwei bis acht Studierende errichtet. Eine weitere Sanierung für rund elf Millionen Euro wurde 2014 durchgeführt. Diese Sanierung des Hochhauses führte das Bauunternehmen Lupp durch.

## Lage und Baubeschreibung
Das Wohnheim befindet sich in Hamburg-Borgfelde, zwischen Borgfelder Straße im Norden und Anckelmannstraße im Süden. Erschlossen wird das Wohnheim von der Borgfelder Straße. Der S- und U-Bahnhof Berliner Tor ist zu Fuß in wenigen Minuten zu erreichen, von dort ist der Hauptbahnhof nur eine Station entfernt. Ebenfalls fußläufig ist der Campus Berliner Tor der HAW Hamburg zu erreichen.
Das Vorderhaus zur Borgfelder Straße hat ein Erdgeschoss und vier Obergeschosse. Das Hochhaus hat 15 Stockwerke. Das Hochhaus ist als Scheibe ausgebildet, die rechtwinklig zur Straße steht. Beide Baukörper sind durch einen Sockelbau miteinander verbunden. Der Sockelbau hat einen offenen Innenhof.
Das Gustav-Radbruch-Haus weist seit der Sanierung des Hochhauses von 2014 eine Kapazität von 516 Wohnheimplätzen auf. Diese Plätze sind in Wohngruppen für zwei bis acht Personen aufgeteilt, die wenigen Zweier-Apartments werden vorrangig an Ehepaare und Alleinerziehende mit Kind vermietet. Jede einzelne Person in einer Wohngruppe hat ein eigenes Zimmer von 10 bis 15 m² Größe. Die Zimmer werden möbliert vermietet.